# Billet de 20 francs Pêcheur
Pour les articles homonymes, voir 20 francs.
Recto
Verso
Chronologie
20 francs Travail et Science 20 francs Debussy
Le 20 francs Pêcheur est un billet de banque français créé le 12 février 1942, émis à partir du 17 décembre 1942 par la Banque de France. Il fait suite au 20 francs Travail et Science.

## Historique
Ce billet qui prend pour thème la Bretagne, appartient à la série « métiers et régions » décidée par le Conseil général de la Banque de France, série qui engendra, en pleine Occupation, quelques polémiques (voir le 5 francs Berger).
Il est à noter que, dès le 21 juin 1940, le taux de change fixé arbitrairement par le Reich allemand s'établissait à 20 francs pour 1 reichsmark.
Imprimé de 1942 à 1950, ce billet est progressivement retiré de la circulation à compter du 13 novembre 1950, remplacé par la nouvelle pièce de 20 francs Guiraud jaune, laquelle sera remplacée en 1960 par la pièce de 20 centimes.
Il cesse d'avoir cours légal le 1er janvier 1963 et il faut attendre 1981 pour voir apparaître un nouveau billet de 20 francs français, le « Debussy ». Il aura été tiré à 617 500 000 exemplaires.

## Description
Peint par Lucien Jonas dans des tons polychromes à dominante rouge et marron, gravé par Camille Beltrand et Clément.
On trouve au recto, à droite, un pêcheur habillé d'un caban et tirant un cordage à côté de son filet sur fond de port de Concarneau ; deux lottes maintenues par la queue sont disposées sur les deux bords extérieurs.
Au verso, à gauche, en des tons polychromes parfaitement équilibrés, deux bretonnes en coiffe chargées de paniers de légumes et de fruits (citrouille, tomates, artichauts, oignons, pommes) dont l'une embrasse une petite fille sur fond d'église et à côté du calvaire de Penmarch.
Le filigrane blanc représente le visage d'Anne de Bretagne vu de profil. C'est la première fois qu'une femme célèbre apparaît sur un billet français.
Les dimensions sont de 130 mm x 80 mm.

## Remarques
Il existe des versions satiriques détournées de ce billet comme on peut le voir ici.